# 야마사키 다쿠
야마사키 다쿠(山崎拓, 1936년(쇼와 11년) 12월 11일 ~ )는 일본의 정치인이다. 가토 고이치, 고이즈미 준이치로와 함께 YKK의 일각을 담당했다. 가토의 난에 참여했지만 고이즈미 내각에서 간사장과 부총재를 역임했으며 고이즈미의 개혁 정책을 지원했다.
후쿠오카현의회 의원 출신으로 12선 중의원 의원, 방위청 장관, 건설대신 등을 지냈고 자유민주당의 파벌인 근미래정치연구회 초대 회장을 맡았다. 욱일대수장을 수훈받았다.

## 생애

### 청년기
1936년 관동주 다롄시에서 만철조사부원으로 훗날 사가미여자대학장을 맡게 되는 야마사키 스스무의 아들로 태어났다. 야마사키가 태어나던 날 그의 외할아버지가 후쿠오카현 미이케군에서 탄광 개발에 성공하여 사위에게 태어난 아이의 이름을 개척의 한 글자를 따서 「開」라 하도록 전보를 쳤다. 이에 야마사키 스스무는 개척의 「開」 자 대신 「拓」 자를 취해 아들의 이름으로 삼았다.
제2차 세계 대전이 끝나면서 가족이 일본으로 돌아왔고 후쿠오카시에 정착해 그곳에서 자랐다. 소학교 3학년 때 한쪽 눈을 다쳤으며 후쿠오카 중학교, 슈유칸 고등학교를 나왔다. 와세다 대학교를 졸업한 뒤 타이어 제조업체 브리지스톤에서 5년 일하고 고향에 돌아와 매점을 경영하며 생활을 이어갔다.

### 정치인
1967년 후쿠오카현의회 의원으로 당선되었으며 나카소네 야스히로에게 발탁돼 1969년 제32회 일본 중의원 의원 총선거에 무소속으로 출마했다. 하지만 낙선했고 3년 뒤 총선에서 당선돼 국회에 입성했다. 당시로선 드물게 비세습 의원이었으며 이후 방위족으로 두각을 나타냈다.
1985년 나카소네 야스히로 총리가 서독 본에서 G8 정상회담에 참석하기 위해 출국했을 때 야마사키도 내각관방부장관으로서 동행했다. 야마사키는 나카소네가 로널드 레이건 미국 대통령, 미하일 고르바초프 소련 서기장, 마거릿 대처 영국 총리, 프랑수아 미테랑 프랑스 대통령, 헬무트 콜 독일 총리와 개별적으로 정상회담했을 때 이를 기록한 뒤 기자단에 발표하는 역할을 맡았다. 이때 외무성 관료의 손을 빌리지 않고 나카소네의 의향을 헤아려 국제 여론을 리드하는 내용으로 브리핑하도록 신경썼다.
1990년경부터 자민당을 지배하는 경세회의 정치 운영을 비판하며 중의원 당선 동기인 가토, 고이즈미와 함께 YKK를 결성해 활동했다. 1995년 하시모토 류타로가 총재로 당선되자 자민당 정조회장으로 취임했으며 1998년 기존의 구 와타나베파에서 독립하여 근미래정치연구회라는 자신만의 파벌을 만들었다.
1999년 일본 자유민주당 총재 선거에 출마해 총재 자리를 노렸으나 51표를 얻어 오부치 게이조와 가토에 이어 3위에 그쳤다. 2000년 모리 내각을 무너뜨리기 위해 가토와 함께 가토의 난을 일으켰으나 실패했다. 하지만 많은 이반자가 발생하여 파벌 자체가 분열했던 가토와 달리 야마사키는 이탈자가 많지 않아 정치적 영향력에 큰 타격을 받지 않았다.
2001년 YKK의 맹우인 고이즈미가 총리가 되어 고이즈미 내각이 구성되자 간사장에 발탁됐다. 고이즈미는 당내 기반이 약해 저항 세력이 많았는데 야마사키는 이들로부터 고이즈미를 보호하는 역할을 맡았다. 외교에도 조언을 하여 조지 W. 부시 미국 대통령과의 정상회담을 준비하고 동남아시아 및 중동을 순방하고 노무현 대한민국 대통령과의 회담도 주선했다. 9·11 테러 이후 자위대법 개정에 대한 3당의 합의를 이끌어내 안보 정책 분야에서도 활약했다.
이러한 활동으로 야마사키는 고이즈미의 후임 총재 후보로 물망에 올랐고 2003년 9월 부총재에 취임했다. 하지만 그해 11월 제43회 일본 중의원 의원 총선거에서 여성 스캔들에 휘말려 낙선하고 말았다.

### 낙선 후
2004년 민간인 신분으로 자민당 헌법조사특별고문 및 총리보좌관에 취임했다. 2005년 보궐선거에 출마해 당선되어 의원직을 되찾았으며 우정민영화법안을 심의하는 특별위원회 간사가 되어 고이즈미의 우정민영화를 지지했다. 하지만 우정 해산 이후 고이즈미와 거리를 조금씩 두게 된다. 2005년 말 자민당 안전보장조사회장이 되었고 중화인민공화국, 대한민국과의 관계를 중시하는 가토, 후쿠다 야스오, 고가 마코토와 긴밀한 관계를 맺게 되었다. 2006년 집권한 아베 신조와 대북 정책을 놓고 갈등을 빚었는데 아베의 외교가 압력에 경도되어 있어 일본을 고립시키고 국익을 해친다고 비판했다.
2007년 1월 조선민주주의인민공화국을 방문해 북핵 문제와 납치 문제를 해결하고자 했다. 평양직할시에서 송일호 북일국교정상화 교섭담당대사와 회담하여 북한의 핵 포기와 납치피해자의 일본 귀국을 요구했으나 합의에는 실패했다.
같은 해 9월 아베가 총리직에서 물러나자 후임 총재로 후쿠다를 지지했으며 후쿠다 내각이 수립되자 자민당 외교조사회장에 취임하여 외교 및 안보 정책을 중심으로 활동을 이어갔다. 후쿠다가 1년만에 총재직에서 물러난 뒤 아소 다로가 이를 계승한 뒤에도 외교조사회장직에 연임됐다. 하지만 2009년 제45회 일본 중의원 의원 총선거를 앞두고 가토와 함께 신당 결성에 나서 국민신당 대표대행인 가메이 시즈카의 중개를 통해 민주당의 오자와 이치로와 회담했다. 하지만 신당 창당은 실패했고 자민당 공천을 받아 출마했으나 낙마하고 자민당도 대패했다. 이후에도 파벌 회장직은 유지했다.
2010년 제22회 일본 참의원 의원 통상선거에 비례대표로 출마하고자 했으나 자민당의 정년 제도 때문에 공천을 받지 못했으며 3월 가메이가 입당을 전제로 내각 참여를 요청했으나 즉시 거절했다. 2012년 총선에 출마하지 않고 은퇴했다. 파벌 회장직도 이시하라 노부테루에게 양보했으며 이후 파벌 최고고문직을 수락했다.
2016년 7월 YKK를 회고하며 『YKK 비록』을 출판했으며 2개월 뒤 가토가 사망하자 "가토의 난은 그것을 말리지 않았던 내가 나빴다. 미안하단 말밖에 할 수 없다"라고 말했다.
2021년 10월 제49회 일본 중의원 의원 총선거 오사카부 제10구에서 현역인 자민당의 오쿠마 가즈히데가 입후보하자 입헌민주당의 쓰지모토 기요미를 지지하며 유세를 도왔다. 이를 계기로 당의 규율을 무너뜨렸다며 12월 당원 자격 정지 1년 처분을 받았다.

## 정책

### 대북 외교
야마사키는 북한의 비핵화와 납치 문제를 해결하고 북일 간 국교를 정상화하는 것을 자신의 주요 정치 과제 중 하나로 삼았다. 또한 해결 방법으로 압박과 제재가 아니라 대화를 중시했다.
2004년 4월 1일 히라사와 가쓰에이와 함께 중국을 극비리에 방문하여 납치 문제 해결을 위해 북한 고위층과 직접 교섭에 나섰다. 하지만 이러한 야마사키의 행동은 대북 외교 루트를 정부 간 루트로 일원화하고자 하는 정부의 방침에 반하는 것이었기에 문제시되었고 납치 단체 등에서는 야마사키가 납치 문제를 정치적으로 이용한다고 비판했다.
2006년 6월 고이즈미가 물러나고 후임 총재로 아베가 유력시되자 후쿠다를 대항마로 지지했다. 야마사키는 고이즈미가 남긴 주요 과제는 북일국교정상화임을 강조하며 후쿠다에게 출마를 부탁했으나 후쿠다는 이를 받아들이지 않았다.
2008년 6월 야마사키가 회장을 맡고 있던 북일국교정상화 추진 의원연맹이 북한에 대한 제재를 해제하고 대화 노선으로 전환할 것을 주장하자 아베가 "국회의원이 교섭을 하고 있는 정부보다 달콤한 말을 하면 정부의 외교 교섭 능력이 크게 손실을 입는다. 백해무익하다"라고 비판하자 야마사키는 "압력만 행사하는 유치한 생각으로 아무런 전진도 없었다"라고 응수했다. 두 사람의 대립은 계속 이어져 아베는 대화로 납치 문제가 전진되지 않았단 걸 학습했으면 좋겠다"라고 하자 야마사키는 "아베 전 총리의 대북 외교는 개가 짖는 것과 같다. 고이즈미 전 총리처럼 직접 대화에 응하지 않으면 안된다"라며 2002년 이후 북한을 방문하지 않은 아베를 비판했다. 이후 정부가 납치 문제가 해결되지 않으면 북한에 대한 경제·에너지 지원에 참가하지 않겠다고 하자 "중국이나 한국 등과의 관계에서 일본이 궁지에 빠졌다. 6자 회담에서 한반도의 비핵화 실현만큼 중요한 것은 없다"고 발언했다.
2009년 북한이 일본을 향한 핵미사일 발사 실험을 하겠다고 하자 아소는 미사일을 요격하겠다고 맞받아쳤다. 이에 대해 야마사키는 "미사일 실험을 저지하기 위해서는 대화밖에 없다. 김영일 전 수상이 베이징에 간 이 기회가 지금 시점에선 가장 좋은 기회다. 제재를 강화해도 상관없지만 지금까지 효과는 거의 없었다. 국제 사회와 보조를 맞춰나가야 한다"며 중국과 연계한 대화 노선을 실행할 것을 촉구했다.

## 참고 문헌
- 구로다 교헤이 (1993년 2월). 《山崎拓・全人像》 [야마사키 다쿠 전인상]. 行研出版局. ISBN 4905786940.
- 야마다 가나코 (2003). 《せんせい―わたくし山崎拓自民党幹事長の愛人でございました。》. 飛鳥新社. ISBN 9784870315563.

| 전임 미즈히라 도요히코 | 일본의 내각관방부장관 1984년 ~ 1985년 | 후임 가라사와 슌지로 |

| 전임 다자와 기치로 | 제47대 일본의 방위청 장관 1989년 6월 3일 ~ 1989년 8월 10일 | 후임 마쓰모토 주로 |

| 전임 오쓰카 유지 | 제57대 일본의 건설대신 1991년 11월 5일 ~ 1992년 12월 12일 | 후임 나카무라 기시로 |